# Premio Guldbagge per il miglior documentario
Il Premio Guldbagge per il miglior documentario (Guldbaggen för bästa dokumentärfilm) è un premio assegnato annualmente dal 2000 nell'ambito del premio svedese di cinematografia Guldbagge alla migliore pellicola cinematografica documentario dell'anno di produzione nazionale.
Dal 1964 alla creazione della categoria i documentari concorrevano con i lungometraggi.  Dalla prima edizione i documentari vincitori nella categoria miglior film sono stati: Den vita sporten nel 1969, Ett anständigt liv nel 1979, Smärtgränsen nel 1984, Tillbaka till Ararat nel 1988 e En pizza i jordbro nel 1994.

## Albo d'oro
I vincitori sono indicati in grassetto, a seguire gli altri candidati.

### Anni 2000-2009
- 2000: - Min mamma hade fjorton barn, regia di Lars Lennart Forsberg
  - Fyren, regia di Kristian Petri, Jan Röed e Magnus Enquist
  - Respect!, regia di Susanna Edwards
- 2001: - Ljudmilas röst, regia di Gunnar Bergdahl
  - Låt dom andra sköta kärleken, regia di Ruben Östlund
  - Mormor, Hitler och jag, regia di Carl Johan De Geer
- 2002: - Muraren, regia di Stefan Jarl
  - Boogie Woogie Pappa, regia di Erik Bäfving
  - Gömd, regia di David Aronowitsch, Hanna Heilborn e Mats Johansson
- 2003: - Du ska nog se att det går över, regia di Cecilia Neant-Falk
  - Surplus: Terrorized into Being Consumers, regia di Erik Gandini
  - Zonen, regia di Esaias Baitel
- 2004: - Armbryterskan från Ensamheten, regia di Lisa Munthe e Helen Ahlsson
  - Bagaren, regia di Kristina Meiton
  - Gå loss, regia di Magnus Gertten e Erik Bäfving
- 2005: - Prostitution bakom slöjan, regia di Nahid Persson Sarvestani
  - Brunnen, regia di Kristian Petri
  - Kinchen, regia di Måns Månsson
- 2006: - Vikarien, regia di Åsa Blanck e Johan Palmgren
  - Alice och jag, regia di Rebecka Rasmusson
  - Jag minns Håkan Alexandersson, regia di Carl Johan De Geer
- 2007: - Nunnan, regia di Maud Nycander
  - Det svider i hjärtat, regia di Oscar Hedin
  - Paradiset, regia di Jerzy Sladkowski
- 2008: - Maggie vaknar på balkongen, regia di Mark Hammarberg, Ester Martin Bergsmark e Beatrice Andersson
  - H:r Landshövding, regia di Måns Månsson
  - En enastående studie i mänsklig förnedring, regia di Patrik Eriksson
- 2009: - Ebbe – The Movie, regia di Karin af Klintberg e Jane Magnusson
  - The Queen and I (Drottningen och jag), regia di Nahid Persson Sarvestani
  - Videocracy - Basta apparire (Videocracy), regia di Erik Gandini

### Anni 2010-2019
- 2010: - Ångrarna, regia di Marcus Lindeen
  - Familia, regia di Mikael Wiström e Alberto Herskovits
  - Så nära, regia di Emelie Wallgren e Ina Holmqvist
- 2011: - At Night I Fly, regia di Michel Wenzer
  - The Black Power Mixtape 1967–1975, regia di Göran Olsson
  - Stora scenen, regia di Tova Mozard
- 2012: - Searching for Sugar Man, regia di Malik Bendjelloul
  - Palme, regia di Maud Nycander e Kristina Lindström
  - Pojktanten, regia di Ester Martin Bergsmark
- 2013: - Belleville Baby, regia di Mia Engberg
  - De dansande andarnas skog, regia di Linda Västrik
  - Frihet bakom galler, regia di Nima Sarvestani
- 2014: - Om våld, regia di Göran Olsson
  - Lgh + bil + allt jag har och äger, regia di Clara Bodén
  - Ute på landet, regia di Anders Jedenfors
- 2015: - Förvaret, regia di Anna Persson e Shaon Chakraborty
  - Every Face Has a Name, regia di Magnus Gertten
  - Jag är Ingrid, regia di Stig Björkman
- 2016: - Martha & Niki, regia di Tora Mkandawire Mårtens
  - Don Juan, regia di Jerzy Sladkowski
  - MonaLisa Story, regia di Jessica Nettelbladt
- 2017: - Silvana – Väck mig när ni vaknat, regia di Mika Gustafson, Olivia Kastebring e Christina Tsiobanelis
  - Brev till en seriemördare, regia di Manal Masri
  - Himlens mörkrum, regia di Nils Petter Löfstedt
- 2018: - Rekonstruktion Utøya, regia di Carl Javér
  - The Deminer, regia di Hogir Hirori
  - Flotten, regia di Marcus Lindeen
- 2019: - Transnistra, regia di Anna Eborn
  - Fraemling, regia di Mikel Cee Karlsson
  - Josefin & Florin, regia di Ellen Fiske e Joanna Karlberg

### Anni 2020-2029
- 2020: - I Am Greta - Una forza della natura (I Am Greta), regia di Nathan Grossman
  - Idomeni, regia di David Aronowitsch
  - Scheme Birds, regia di Ellen Fiske e Ellinor Hallin
- 2021: - Sabaya, regia di Hogir Hirori
  - Children of the Enemy, regia di Gorki Glaser-Müller
  - Lena, regia di Isabel Andersson
  - Världens vackraste pojke, regia di Kristina Lindström e Kristian Petri
- 2022: - Historjá – Stygn för Sápmi, regia di Thomas Jackson
  - Döttrar, regia di Jenifer Malmqvist
  - Nelly & Nadine, regia di Magnus Gertten
  - The Scars of Ali Boulala, regia di Max Eriksson